# Réunioni fodi
A réunioni fodi más néven réunioni fodiszövő (Foudia delloni) a madarak (Aves) osztályának a verébalakúak (Passeriformes) rendjéhez, ezen belül a szövőmadárfélék (Ploceidae) családjához tartozó mára kihalt faj. Ezidáig ez az egyetlen kihalt faj a szövőmadárfélék családjából.

## Előfordulása
A faj eredetileg Réunion szigetén volt őshonos.

## Megjelenése
A madár sok tekintetben hasonlított a madagaszkári vörös fodira (Foudia madagascariensis).
A nászruhás hím feje, nyaka és szárnyai fénylő vörösek voltak. Háta és farka barna, míg hasa világosbarna színű volt.
A nőstények a fiatal hímek tollazata csak a nyakon és a szárnyakon volt vörös, míg fejük barna, torkuk világosbarna volt.

## Felfedezése és kihalása
A fajt legelőször 1668-ban látta európai felfedező. Ekkor a Gabriel Dellon, francia utazó tudósított egy apró vörös színű szövőmadárról Réunion szigetéről. Később, 1674-ben Dubois is írt a madárról.
A madárból nem áll rendelkezésre egyetlen múzeumi példány sem.
Miután nem volt kézzel fogható bizonyíték a faj létezésére, évszázadokig nem is tulajdonítottak a rendszerezők neki figyelmet. Ráadásul nagyjából 100 évvel felfedezése - és nem sokkal későbbi kihalása - után betelepítették Réunionra a hasonló madagaszkári fodit, így sokáig fel sem merült, hogy a szigeten korábban egy másik faj is élt.
A madarat tudományosan csak 2008-ban írta le Anthony Cheke és Julian Pender Hume. Tudományos nevéül az 1776-ban készült,  Statius Müller által írt „Werk Planches Enluminées” szolgált, ahol Müller  - az akkora már minden bizonnyal kihalt fajt - „Foudia bruante“-ként írta le.
Az utolsó élő egyedekről szóló híradás 1674-ből származik. Feltételezések szerint a faj kihalását a szigeten meghonosodott patkányok okozták.

## Fordítás
- Ez a szócikk részben vagy egészben  a   Réunion-Weber című német Wikipédia-szócikk ezen változatának fordításán alapul.  Az eredeti cikk szerkesztőit annak laptörténete sorolja fel. Ez a jelzés csupán a megfogalmazás eredetét és a szerzői jogokat jelzi, nem szolgál a cikkben szereplő információk forrásmegjelöléseként.